# Marc Angel
Pour les articles homonymes, voir Angel.
Ne pas confondre avec le graphiste Marc Angel-Romera.
Marc Angel, né le 12 mars 1963 à Luxembourg-Ville (Luxembourg), est un traducteur, enseignant et homme politique luxembourgeois, membre du Parti ouvrier socialiste luxembourgeois (LSAP). Depuis le 10 décembre 2019, il est député européen.

## Biographie

### Études et formations
Après avoir obtenu son baccalauréat à l'Athénée de Luxembourg, il poursuit ses études supérieures à l'université de Vienne ainsi qu'à l'université d'économie et d'affaires de Vienne (de) où il obtient respectivement un magister en philosophie et un diplôme universitaire en tourisme,.

### Activités professionnelles
Traducteur diplômé, il enseigne en tant que chargé de cours au Lycée technique d'Esch-sur-Alzette et au Lycée technique hôtelier Alexis-Heck à Diekirch.

### Carrière politique
Au point de vue politique, il est notamment consul honoraire de la République du Cap-Vert et membre du conseil communal de la ville de Luxembourg depuis 1994.
À la suite des élections législatives du 13 juin 2004, Marc Angel fait son entrée à la Chambre des députés pour la circonscription Centre où il représente le Parti ouvrier socialiste luxembourgeois (LSAP). Réélu aux élections législatives du 7 juin 2009, 20 octobre 2013 et 14 octobre 2018, il est notamment président de la commission des Affaires étrangères et européennes, de la Défense et de la Coopération.
En décembre 2019, il démissionne de ses fonctions au Parlement pour succéder comme député européen à Nicolas Schmit, alors nommé Commissaire européen à l'Emploi dans la Commission von der Leyen.
Depuis janvier 2020, Marc Angel est co-président de l'Intergroupe LGBT du Parlement européen aux côtés de Kim van Sparrentak, députée néerlandaise siégeant au groupe Verts/ALE. 
Le 19 janvier 2023, il est élu vice-président du Parlement européen, à la suite de l'arrestation et de la démission d'Éva Kaïlí.